# Nannacara aureocephalus
Nannacara aureocephalus ist eine kleine südamerikanische Buntbarschart, die in Französisch-Guyana vorkommt.

## Merkmale
Die Fischart besitzt einen relativ gedrungenen Körper und einen kurzen, abgerundeten Kopf. Männchen erreichen eine Gesamtlänge von zehn bis elf Zentimeter, Weibchen werden nur halb so groß und erreichen eine Maximallänge von sechs Zentimetern. Die Männchen zeigen eine beigefarbene Grundfärbung mit einem bläulichen Schimmer, der durch blaue Schuppenränder verursacht wird. Die Rückenflosse ist rot gepunktet und orange gesäumt; unterhalb des orangefarbenen Saums erstreckt sich eine blaue Linie. Die Afterflosse und die Schwanzflosse sind mit Längsreihen blauer und roter Punkte gemustert. Die Wangen und die Kiemendeckel sind gelblich und zeigen wenige roten Flecken. Stirn und Lippen sind blau. Unterhalb der Augen befinden sich einige wurmartig gewundene rötliche Linien. Weibchen sind ähnlich aber schlichter gefärbt. Sie zeigen ein dunkles Längsband und dunkle Flecken auf dem Rücken. Das Längsband ist bei den Männchen nur sehr undeutlich zu sehen.

## Lebensraum und Lebensweise
Nannacara aureocephalus wurde bisher nur aus Französisch-Guyana nachgewiesen. Bei den Fundorten der Art handelt es sich um beschattete kleine Bäche, Wasserläufe, stehende Gewässer und Sümpfe in Regenwaldgebieten. Das Wasser ist klar und leicht bräunlich getönt, die Wassertiefe liegt zwischen 20 Zentimeter und zwei Metern. Der pH-Wert beträgt 5,8 bis 6,0, die Gewässer sind sehr weich (GH 0–1 °dH) und mit Seerosen (Nymphaea) bestanden. Nannacara aureocephalus ist ein Substratlaicher, der seine etwa 100 Eier pro Gelege in einer kleinen Höhle oder im Freien auf einer festen Unterlage ablegt. Nur das Weibchen kümmert sich um den Laich, die Larven und die Jungfische.

## Belege
1. 1 2  Horst Linke, Wolfgang Staek: Amerikanische Cichliden I, Kleine Buntbarsche. Tetra-Verlag, Bissendorf 1997, ISBN 3-8935-6153-6. S. 226 u. 227.